# منتخب مولدافيا لكرة الطائرة للرجال
منتخب مولدافيا لكرة الطائرة للرجال  هو ممثل مولدوفا الرسمي في المنافسات الدولية في كرة طائرة .